# Singing to Strangers
Singing to Strangers è il sesto album in studio del cantante inglese di origine italiana Jack Savoretti, pubblicato nel 2019.

## Tracce
1. Candlelight – 4:31 (Jack Savoretti, Joel Laslett Pott)
2. Love Is on the Line – 3:30 (Savoretti, Davide Rossi, Pedro Vito, Sebastian Sternberg)
3. Dying for Your Love – 4:02 (Savoretti, Jake Gosling)
4. Better Off Without Me – 4:01 (Savoretti, Gosling)
5. What More Can I Do? – 4:57 (Savoretti, Rossi, Vito, Sternberg)
6. Singing to Strangers (Interlude) – 2:53 (Savoretti, Rossi, Vito, Sternberg)
7. Youth and Love – 3:55 (Savoretti, Samuel Dixon, Cam Blackwood, Thomas Visser)
8. Touchy Situation – 4:26 (Savoretti, Bob Dylan)
9. Greatest Mistake – 4:59 (Savoretti)
10. Things I Thought I'd Never Do – 4:10 (Savoretti)
11. Going Home – 4:26 (Savoretti)
12. Symmetry – 3:29 (Savoretti, Matthew Benbrook)
13. Beginning of Us – 3:48 (Savoretti, Nikolaj Torp)
14. Music's Too Sad Without You (con Kylie Minogue) (live from Venice) – 4:40 (Kylie Minogue, Savoretti, Dixon)
15. Vedrai Vedrai / Oblivion (live from Venice) – 6:31 (Luigi Tenco)

## Classifiche
| Classifica (2019) | Posizione massima |
| ----------------- | ----------------- |
| Australia         | 23                |
| Belgio (Fiandre)  | 200               |
| Germania          | 98                |
| Irlanda           | 47                |
| Italia            | 19                |
| Paesi Bassi       | 99                |
| Regno Unito       | 1                 |
| Svizzera          | 8                 |